# Episodi de Le epiche avventure di Capitan Mutanda (seconda stagione)
La seconda stagione de Le epiche avventure di Capitan Mutanda è stata trasmessa negli USA l'8 febbraio 2019 su Netflix.
| Nº | Nº | Titolo originale                                           | Titolo italiano                                                          | Prima TV USA    |
| -- | -- | ---------------------------------------------------------- | ------------------------------------------------------------------------ | --------------- |
| 14 | 1  | The Tenuous Takedown of the Tyrannical Teachertrons        | Capitan Mutanda e la rischiosa rappresaglia contro i roboanti robot      | 8 febbraio 2019 |
| 15 | 2  | The Frantic Fury of the Fearsome Furculees                 | Capitan Mutanda e la frenetica furia del fantomatico eroe villoso        | 8 febbraio 2019 |
| 16 | 3  | The Harmful Horrors of the Harrowing Hiveschool            | Capitan Mutanda e gli oltraggiosi orrori dell'orripilante scuola-alveare | 8 febbraio 2019 |
| 17 | 4  | The Preposterous Peril of the Pestering Poopacabra         | Capitan Mutanda e l'appagante annientamento dell'ammorbante Abracaccabra | 8 febbraio 2019 |
| 18 | 5  | The Dastardly Deed of the Devious Diddlysaurus             | Capitan Mutanda e i meschini misfatti del malvagio Minisauro             | 8 febbraio 2019 |
| 19 | 6  | The Shadowy Syndrome of the Sinister Splotch               | Capitan Mutanda e la mutevole malattia del mefitico Macchia              | 8 febbraio 2019 |
| 20 | 7  | The Bizarre Blitzkrieg of the Bothersome Butt-erflies      | Capitan Mutanda e la folle frenesia delle fastidiose Farfachiappe        | 8 febbraio 2019 |
| 21 | 8  | The Problematic Pandemonium of the Punishing Plungerina    | Capitan Mutanda e il tormentoso trambusto della temibile Tuffottina      | 8 febbraio 2019 |
| 22 | 9  | The Bombastic Blathering of Brainy Blabulous               | Capitan Mutanda e il chiacchiericcio cialtronesco di Ciarlone Cervellone | 8 febbraio 2019 |
| 23 | 10 | The Crazy Caustic Spray of the Contagious Cruelius Sneezer | Capitan Mutanda e i caustici schizzi del contagioso Crudelio Starnutus   | 8 febbraio 2019 |
| 24 | 11 | The Trashy Tale of the Tumultuous Tubbadump                | Capitan Mutanda e la spregevole storia della schifosa spazzatura         | 8 febbraio 2019 |
| 25 | 12 | The Taxing Trauma of the Treacherous Tattle Trials: Part 1 | Capitan Mutanda e il terribile trauma del test traditore (prima parte)   | 8 febbraio 2019 |
| 26 | 13 | The Taxing Trauma of the Treacherous Tattle Trials: Part 2 | Capitan Mutanda e il terribile trauma del test traditore (seconda parte) | 8 febbraio 2019 |